# Ахметаул
Ахметау́л (каз. Ахмет ауылы) — село у складі Осакаровського району Карагандинської області Казахстану. Входить до складу Ніязького сільського округу.
Населення — 14 осіб (2021; 60 у 2009, 0 у 1999, 104 у 1989).
Національний склад станом на 1989 рік:
- казахи — 40 %;
- росіяни — 20 %.